# Stanisław Łuczak
Stanisław Łuczak (ur. 4 kwietnia 1912 w Inowrocławiu, zm. 9 września 1980 tamże) – polski artysta malarz, grafik, rzeźbiarz, dokumentalista archeologiczny, regionalista i muzealnik związany z Kujawami.

## Życiorys
W wieku 16 lat rozpoczął naukę malarstwa dekoracyjnego i polichromii u Leona Drapiewskiego w Bydgoszczy, następnie w latach 1937–1939 studiował u Karola Mondrala, Jana Wronieckiego i Stanisława Kuglina w Instytucie Sztuk Pięknych w Poznaniu.
Od roku 1937 jest asystentem profesora Józefa Kostrzewskiego w Instytucie Prahistorycznym Uniwersytetu Poznańskiego. Bierze udział w ekspedycji archeologicznej w Biskupinie i badaniach innych stanowisk w Wielkopolsce (pradziejowych i wczesnośredniowiecznych).
W czasie okupacji pracował w biurach technicznych fabryk amunicji w Poznaniu, a następnie został zesłany na roboty w głąb Rzeszy. Po wojnie wraca na Uniwersytet Poznański i podejmuje pracę w Instytucie Badań Starożytności Słowiańskich, później w Kierownictwie Badań nad Początkami Państwa Polskiego, a następnie w Instytut Historii Kultury Materialnej PAN (do emerytury w 1968 r.).

## Działalność artystyczna
Stanisław Łuczak był (od r. 1945) członkiem Oddziału Bydgoskiego Związku Polskich Artystów Plastyków.
Tworzył w wielu technikach: polichromia, drzeworyt, cynkoryt, miedzioryt, litografia, malarstwo olejne, akwarela, różne techniki rysunku tuszem, węglem i ołówkiem, rzeźba w drewnie, kamieniu i gipsie.
Prace swoje, wystawiał w Inowrocławiu, Bydgoszczy, Gnieźnie, Poznaniu, Toruniu, Grudziądzu, Włocławku, Krakowie, Olsztynie czy Słupsku oraz za granicami kraju, m. in w Czechosłowacji, Francji, Niemczech i Rosji. Dziś znajdują się w wielu muzeach nie tylko rejonie wielkopolsko-pomorskim, ale też w zbiorach Muzeum Narodowego w Warszawie, w Krakowie, galeriach Moskwy, Pragi, Stralsundu, Frankfurtu (n. Menem), Nancy, a także w skandynawskich i w Stanach Zjednoczonych.
Współpracował też jako grafik – ilustrator m.in. z bydgoską Arkoną.

## Działalność archeologiczna
– działalność kronikarska: głównie drzeworyty i rysunki dokumentujące badania wykopaliskowe (np. w Biskupinie, Gnieźnie, Kruszwicy, Ostrowie Lednickim), szkice z różnych wydarzeń, portrety i karykatury archeologów.
– artystyczne rekonstrukcje różnych obiektów oparte na szczegółowej dokumentacji archeologicznej, m.in. zabytków architektury z terenu Kujaw i Inowrocławia (setki opublikowanych ułamków ceramiki i innych przedmiotów, rysunki zabytków drewnianych, m.in. słynnego wczesnośredniowiecznego czerpaka ze zdobioną rękojeścią z Niestronna na Pałukach).
Pod jego kierunkiem zaczynali pracę w archeologii liczni rysownicy (m.in. B. Promiński, K. Poprawski, L. Fijał, A. Wawrzyński).
Jako rzeźbiarz – archeolog współpracował m.in. muzeami: Muzeum im. Jana Kasprowicza w Inowrocławiu i Muzeum Etnograficznym im. Marii Znamierowskiej-Prüfferowej w Toruniu.
W 1979 roku został odznaczony Krzyżem Kawalerskim Orderu Odrodzenia Polski.
Jest pochowany na cmentarzu pw. Św. Mikołaja w Inowrocławiu.

## Życie prywatne
Był synem Wincentego i Józefy Lewandowskiej. Miał troje dzieci: Wojciecha – inowrocławskiego drukarza i grafika, Przemysława i Sławę.